# Union pour la paix et la démocratie
L’Union pour la paix et la démocratie–Zigamibanga (également connue sous le nom Union pour la paix et le développement–Zigamibanga, UPD), est un petit parti politique burundais fondé en 2002 et véritablement actif depuis 2007. Il fait actuellement partie des partis d'opposition au Conseil national pour la défense de la démocratie – Forces de défense de la démocratie (CNDD-FDD) au pouvoir. Il est également considéré comme le représentant de la communauté musulmane burundaise.

## Histoire
L'UPD est enregistré comme parti politique en août 2002 par Hussein Radjabu, un dirigeant du CNDD-FDD. Il est créé au cas où le CNDD–FDD, qui avait été formé en tant que groupe rebelle lors de la guerre civile burundaise, ne pouvait pas devenir un parti politique. Lorsque le CNDD–FDD l'est finalement devenu en 2005, l'UPD est devenu inactif. Il n'a présenté aucun candidat lors des élections législatives de 2005. 
Même s'il a joué un rôle important dans l'accession de Pierre Nkurunziza à la présidence, Radjabu est exclu du CNDD–FDD en 2007 et emprisonné pour avoir comploté en vue de renverser le gouvernement. Radjabu fait alors renaître l'UPD, établissant son cousin Mohamed Feruzi à la tête du parti. Radjabu a toutefois continué à diriger le parti depuis sa cellule. L'UPD est devenue populaire auprès de la communauté musulmane burundaise, dont la famille de Radjabu provient. 
Lors de la crise burundaise de 2015, le dirigeant de l'UPD, Zedi Feruzi, est assassiné à Bujumbura. Sa mort survenue le 23 mai 2015, dans le cadre de manifestations d'opposants au régime de Nkurunziza, a causé un aggravement des confrontations et le retrait de l'opposition des négocations avec le gouvernement. L'UPD faisait partie de l'alliance d'opposition dénommée CNARES avant de la quitter en 2016. 
Lors des élections municipales de mai 2020, l'UPD a présenté des candidats mais obtenu seulement 0,05% des voix et aucun siège. 